# Kozure Ōkami (bản Wakayama Tomisaburō)
Kozure Ōkami là loạt phim điện ảnh Nhật Bản do nam tài tử Wakayama Tomisaburō thủ diễn, gồm 6 phần kéo dài từ năm 1972 đến năm 1974. Loạt phim này được xếp vào thể loại Jidaigeki và được dựng từ nguyên tác Manga cùng tên của Koike Kazuo và họa sĩ Kojima Gōseki. Nhà sản xuất của phim là tài tử Katsu Shintarō, em trai ruột của Tomisaburō (giữa chừng, Katsu không tham gia series nữa và Tomisaburō thay chân, tham gia với vai trò nhà sản xuất).
Loạt phim này chiếm được cảm tình của khán giả trong nước Nhật nhờ những cảnh hành động ấn tượng của Wakayama Tomisaburō, nhưng đến năm 1973 thì nảy sinh mâu thuẫn về bản quyền khi phiên bản Kozure Ōkami do tài tử Yorozuya Kinnosuke thủ diễn được phát sóng trên truyền hình, giữa phía Katsu và cục truyền hình mang ý kiến đối lập nhau nên loạt phim điện ảnh này đã kết thúc bỏ ngỏ ở phần 6 (thuật ở phần sau)
Hai tập phim trong loạt phim này là "Ko wo kashi Ude wo kashitatematsuru" ("cho thuê con, nhận giết mướn") và "Sanzu no kawa no Ubaguruma" ("xe nôi xuống sông Tam Đồ) được đạo diễn người Mỹ Roger William Corman dựng lại, gom thành một tập với cái tên "Shogun Assassin". Bộ phim này đã nhận được sự hoan nghênh nhiệt liệt từ phía khán giả Mỹ.

## Nội dung
Sáu bộ phim trong series này bám theo sát nội dung trong Manga, nhưng do lúc khởi quay thì nguyên tác Manga vẫn chưa kết thúc nên không có cảnh nhân vật chính Ogami Ittō quyết đấu với cả họ Yagyū. Bản thân vai diễn Ogami Ittō, cao thủ phái kiếm Suiō-ryū được tài tử Wakayama Tomisaburō thể hiện rất thành công và được đánh giá cao, bởi chính bản thân tài tử này cũng là người có đẳng cấp trong kiếm đạo.

## Những chuyện bên lề bộ phim
- Nam tài tử Wakayama Tomisaburō là người rất thích nguyên tác Kozure Ōkami, một hôm bỗng đến tìm tác giả Koike Kazuo xin ông cho phép mình đóng vai Ittō trong phim. Nhìn tướng mạo Wakayama, tác giả Koike lưỡng lự vì thể hình của Wakayama to béo hơn nhân vật Ittō trong Manga. Biết được điều đó, Wakayama chộp lấy thanh kiếm thật trước mặt, xuất chiêu chém chuồn chuồn, rút kiếm, thu kiếm trong nháy mắt. Chứng kiến tài nghệ tuyệt luân này, Koike cảm phục và đồng ý cho Wakayama thủ vai chính trong bộ phim.
- Họa sĩ của nguyên tác Manga là Kojima Gōseki vốn cũng rất thích những cảnh đánh nhau của tài tử Wakayama nên khi nghe Koike nói sẽ giao vai Ittō cho tài tử này thì ông đồng ý ngay.
- Khi phiên bản phim truyền hình do tài tử Yorozuya Kinnosuke thủ diễn được dàn dựng thì Wakayama rất đỗi tức giận, thét rằng "Kinnosuke và ta, ai xứng với vai Ittō hơn, cứ đọ kiếm thì biết!" khiến em trai là Katsu Shintarō phải ra sức can ngăn.
- Nhiều cảnh diễn trong loạt phim này để lại ấn tượng sâu đậm cho người xem nên được tái hiện trong phiên bản phim truyền hình do Yorozuya Kinnosuke thủ diễn. Wakayama Tomisaburō hết sức bực mình vì cảnh diễn của mình lại bị người khác diễn lại nên đã kiến nghị với giám đốc của Katsu Production là Katsu Shintarō, đồng thời cũng là em trai của mình. Nhưng rốt cuộc Katsu đã bán bản quyền những cảnh diễn này cho cục truyền hình. Vì lý do này mà hai anh em Wakayama Tomisaburō và Katsu Shintarō bất hòa một thời gian.
- Nguyên tác giả Koike Kazuo từng nói rằng, chính nhờ có nét vẽ của họa sĩ Kojima Gōseki mà thế giới của Kozure Ōkami được hình thành, và chính nhờ có tài diễn xuất của Wakayama Tomisaburō mà Kozure Ōkami được cả Thế giới biết đến. Nếu thiếu một trong hai người thì Kozure Ōkami sẽ không nhận được sự hoan nghênh như ngày nay.

## Các diễn viên chính
- Wakayama Tomisaburō trong vai Ogami Ittō
- Tomikawa Akihiro trong vai Ogami Daigorō
- Itō Yūnosuke, Endō Tatsuo, Ōki Minoru vai Yagyū Retsudō

## Các tập phim trong series
- Ko wo kashi Ude kashitatematsuru (子を貸し腕貸しつかまつる), đạo diễn Misumi Kenji, sản xuất năm 1972. Tiêu đề tập phim này tạm dịch là "Cho thuê con, nhận giết mướn" và được dịch sang Anh ngữ là Sword of Vengeance.
- Sanzu no Kawa no Ubaguruma (三途の川の乳母車), đạo diễn Misumi Kenji, sản xuất năm 1972. Tiêu đề tập phim này tạm dịch là "Xe nôi xuống sông Tam Đồ" và được dịch sang Anh ngữ là Baby Cart at the River Styx.
- Shini Kaze ni mukau Ubaguruma (死に風に向う乳母車), đạo diễn Misumi Kenji, sản xuất năm 1972. Tiêu đề tập phim này tạm dịch là "Xe nôi về nơi gió chết" và được dịch sang Anh ngữ là Baby Cart to Hades.
- Oya no kokoro Ko no kokoro (親の心子の心), đạo diễn Saitō Buichi, sản xuất năm 1972. Tiêu đề tập phim này tạm dịch là "Lòng cha, lòng con" và được dịch sang Anh ngữ là Baby Cart in Peril.
- Meifumadō (冥府魔道), đạo diễn Misumi Kenji, sản xuất năm 1972. Tiêu đề tập phim này tạm dịch là "Minh phủ ma đạo" và được dịch sang Anh ngữ là Baby Cart in the Land of Demons.
- Jigoku e Ikuzo, Daigorō! (地獄へ行くぞ!大五郎), đạo diễn Kuroda Yoshiyuki, sản xuất năm 1972. Tiêu đề tập phim này tạm dịch là "Xuống địa ngục thôi, Daigorō!" và được dịch sang Anh ngữ là White Heaven in Hell.

## Mục liên quan
- Kozure Ōkami